# Chelanthura ajuga
Chelanthura ajuga là một loài chân đều trong họ Anthuridae. Loài này được Poore & Bardsley miêu tả khoa học năm 1990.